# Eois heza
Eois heza là một loài bướm đêm trong họ Geometridae.